# Privilège exorbitant
Le privilège exorbitant est le caractère propre au statut des États-Unis en termes de monnaie, du simple fait d'être la première puissance économique du monde et d'avoir une monnaie qui est une monnaie de réserve. Dans ces conditions, les États-Unis ne peuvent subir de crise de la balance des paiements puisque le pays paye ses importations avec sa propre monnaie. Cette expression a été créée en 1964 par le ministre de l'Économie et des Finances français Valéry Giscard d'Estaing. 

## Concept
La position dominante des États-Unis au sortir de la Seconde Guerre mondiale lui permet d'imposer sa monnaie, le dollar, comme monnaie de référence en Europe. Cette large utilisation internationale du dollar est un avantage pour le pays à plus d'un titre.

### Avantage comparatif
Tout d'abord, elle est un avantage comparatif pour les entreprises américaines. Lorsqu'elles exportent, elles sont payées dans la monnaie qu'elles utilisent pour rémunérer leurs employés, fournisseurs et actionnaires. Elles ne subissent pas de coûts de conversion de monnaie. Les agents économiques américains, comme les banques, ne sont pas soumis aux fluctuations des taux de change.

### Gain de seigneuriage
Les États-Unis bénéficient aussi de ce que l'économiste Barry Eichengreen appelle un « gain de seigneuriage », car si la fabrication d'un billet de 100$ par le pays ne coûte presque rien, il faut pour un pays étranger débourser 100$ de biens et services réels pour obtenir ce billet.

### Financement du déficit américain
Parce que les dollars sont abondants dans les entreprises qui commercent avec les États-Unis, les banques et entreprises achètent ainsi des titres libellés en dollars (comme des obligations du Trésor). Cela effectue une pression à la baisse sur les taux d’intérêt que les États-Unis doivent payer sur leur dette extérieure. Le taux de rendement de leurs investissements devient ainsi supérieur au coût de financement de leur dette, ce qui permet au pays de supporter un déficit commercial important. Le Conseil de l'Europe remarque ainsi, en 1973, qu'« on constate aujourd'hui, aussi étonnant que cela puisse paraître, que les nations ayant des engagements dollars dans leurs banques centrales accordent une aide extérieure aux Etats-Unis ».

### Extraterritorialité du droit américain
La possession de dollar par une entreprise la rend immédiatement passible d'enquêtes par les États-Unis, du fait de l'extraterritorialité du droit américain.

## Enjeu géoéconomique
Le terme, s'il est inventé par Valéry Giscard d'Estaing, est popularisé par le président Charles de Gaulle,. Il décide à partir de janvier 1965 de convertir en or les excédents en dollar de la balance des paiements françaises. Il considère que « les échanges internationaux [doivent] s'établi[r] sur une base monétaire indiscutable et qui ne porte la marque d'aucun pays en particulier ».

## Situations similaires
L'économiste Vincent Vicard remarque que la situation de la France se rapproche de celle des États-Unis, car elle investit à l’étranger sous la forme d’investissement direct à l'étranger très rémunérateurs, et se finance en contrepartie par de la dette émise à des taux d'intérêt faible sur les marchés.